# Grønjægers Høj

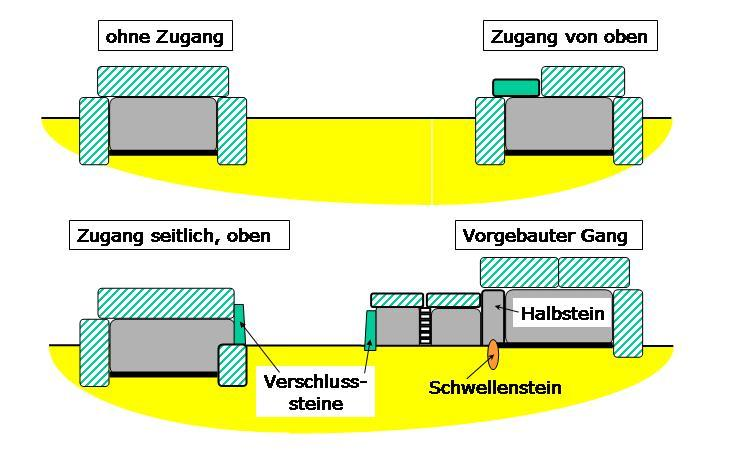
Urdolmen und ihre Zugänge

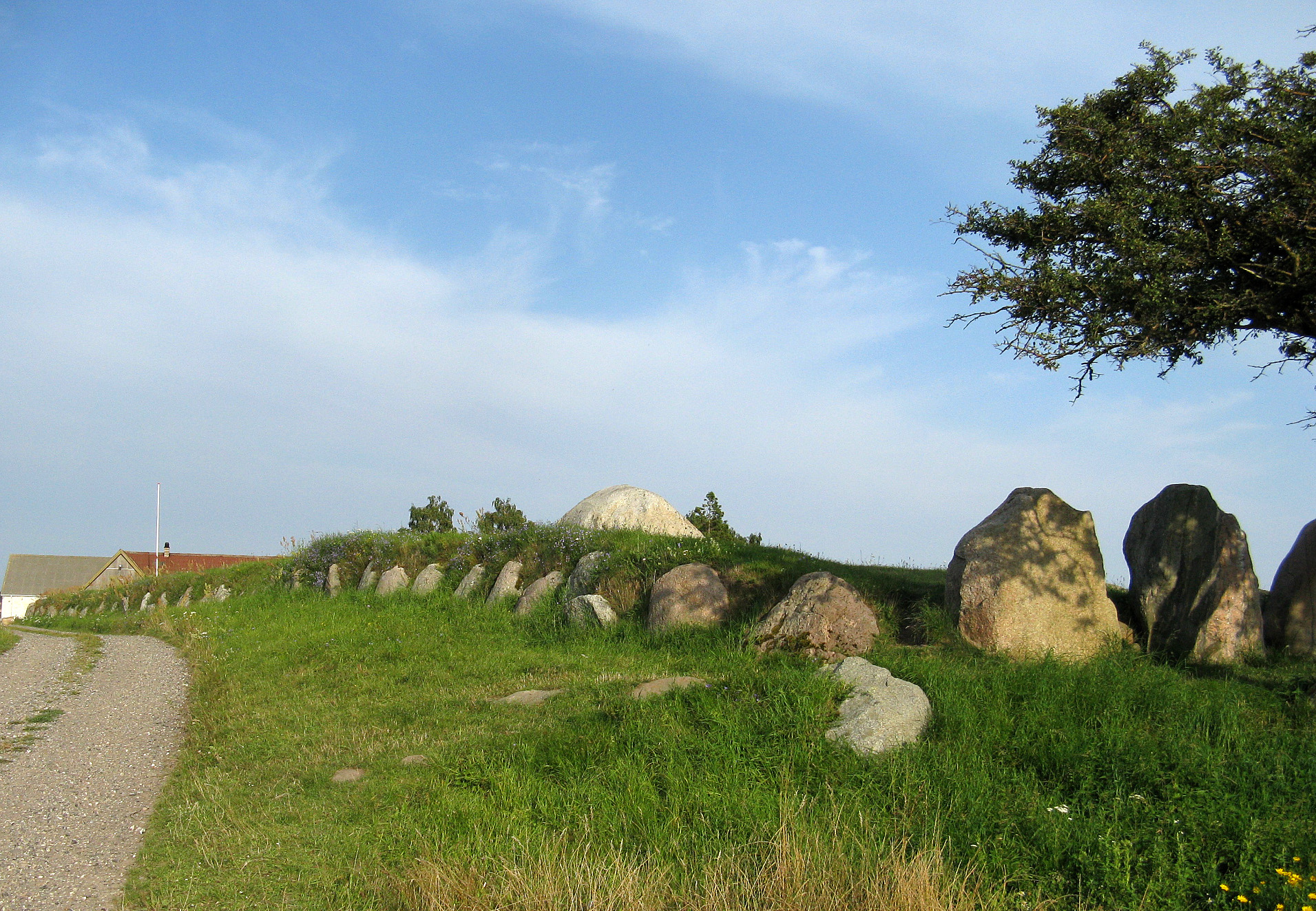
Grønjægers Høj

Grønjægers Høj oder Grønsalen (deutsch Hügel des Jägers Grøn; König-Grøns-Saal) (dt. ) ist eine der größten Megalithanlagen Dänemarks. Sie liegt nahe der Kirche von Fanefjord im Südwesten der dänischen Insel Møn. Neolithische Monumente sind Ausdruck der Kultur und Ideologie neolithischer Gesellschaften. Ihre Entstehung und Funktion gelten als Kennzeichen der sozialen Entwicklung.

## Beschreibung
Der von den Leuten der Trichterbecherkultur (TBK) etwa 3500 v. Chr. errichtete, etwa 100 m lange und 10 m breite Langhügel ist von 134 Randsteinen und damit noch beinahe komplett eingefasst. Im etwa 1,5 m über dem Umland liegenden Hünenbett befinden sich drei kleine längsgerichtete etwa 0,7 m breite und 1,7 m lange Kammern. Zwei gehören zum ältesten Typ der Urdolmen (Dolmen ohne Zugang). Die dritte Kammer hat einen abgesenkten Endstein (im Bild unten links), der den Zugang ermöglicht. Zwei der aus vier Tragsteinen errichteten Kammern haben keinen Deckstein mehr. Die dritte Kammer besitzt einen dachartigen Deckstein. In keiner der Kammern sind archäologische Funde gemacht worden.

## Kontext
Insgesamt sind 119 Großsteingräber aus der Jungsteinzeit auf den nur 231 km² großen Inseln Møn und Bogø bekannt. 38 davon wurden bewahrt und geschützt. 21 sind Ganggräber der TBK die zwischen 3500 und 2800 v. Chr. entstanden. 
Die Archäologen schätzen, dass die erhaltenen Großsteingräber nur etwa 10 % der ursprünglich gebauten repräsentieren. Auf Møn und Bogø wurden somit ursprünglich über einen Zeitraum von nur 700 Jahren mehr als 500 Großsteingräber erstellt.

## Legende
Der Name geht auf den sagenhaften König Grøn zurück. In heidnischer Zeit habe man um die Wintersonnenwende seinen Wiedergänger erblicken können, einen kopflosen Reiter mit einem Jagdspeer in der Hand, an der Spitze einer Horde von Jägern mit bluttriefenden Lanzen und einer Meute bellender Hunde. Hörnerklang und Schwerterklirren hallten durch die Nacht. Die Erscheinungen hätten erst geendet, als die Gegend christlich geworden war.
Nach König Grøn soll auch der Grønsund zwischen den Inseln Møn und Falster benannt sein, der Fanefjord nach seinem geliebten Weib Fane.